# F (слово латинице)
F (еф) је шесто слово латинице, десето слово гајице и ознака за Фаранхајта и силу у физици. 
- Скраћеница за тон f и форте - forte (гласно) у (музици).
- Скраћеница за флуор - хемијски елемент
- Међународна аутомобилска ознака за Француску

- У српском језику F као скраћеницу читамо - Ef

## Историја
Слово F је почело као египатски хијероглиф mace, да би се кроз векове развило у F какво данас познајемо.
| Прото семитска Waw | Феничко Waw | Грчко Fi | Етрушћанско F | Етрушћанско B | Римско F |
| ------------------ | ----------- | -------- | ------------- | ------------- | -------- |
| Прото семитска Waw | Феничко Waw | Грчко Fi | Етрушћанско F | Етрушћанско F | Римско F |

| Велико писано F | Савремено Римско F | Савремено Курзив F | Сигнално наутичко F - ICS Foxtrot | Брајева абецеда F | Абецеда глувонемих F |
| --------------- | ------------------ | ------------------ | --------------------------------- | ----------------- | -------------------- |
| Велико писано F | Савремено Римско E | Савремено Курзив E | Сигнално наутичко F               | Брајева абецеда F | Абецеда глувонемих F |

## Погледај остало
| Слова латиничке абецеде | Слова латиничке абецеде | Слова латиничке абецеде | Слова латиничке абецеде | Слова латиничке абецеде | Слова латиничке абецеде | Слова латиничке абецеде | Слова латиничке абецеде | Слова латиничке абецеде | Слова латиничке абецеде | Слова латиничке абецеде | Слова латиничке абецеде | Слова латиничке абецеде | Слова латиничке абецеде | Слова латиничке абецеде | Слова латиничке абецеде |
| ----------------------- | ----------------------- | ----------------------- | ----------------------- | ----------------------- | ----------------------- | ----------------------- | ----------------------- | ----------------------- | ----------------------- | ----------------------- | ----------------------- | ----------------------- | ----------------------- | ----------------------- | ----------------------- |
| A                       | B                       | C                       | D                       | E                       | F                       | G                       | H                       | I                       | J                       | K                       | L                       | M                       | N                       | O                       | P                       |
| Q                       | R                       | S                       | T                       | U                       | V                       | W                       | X                       | Y                       | Z                       |                         |                         |                         |                         |                         |                         |

| Слова српске латиничке абецеде | Слова српске латиничке абецеде | Слова српске латиничке абецеде | Слова српске латиничке абецеде | Слова српске латиничке абецеде | Слова српске латиничке абецеде | Слова српске латиничке абецеде | Слова српске латиничке абецеде | Слова српске латиничке абецеде | Слова српске латиничке абецеде | Слова српске латиничке абецеде | Слова српске латиничке абецеде | Слова српске латиничке абецеде | Слова српске латиничке абецеде | Слова српске латиничке абецеде |
| ------------------------------ | ------------------------------ | ------------------------------ | ------------------------------ | ------------------------------ | ------------------------------ | ------------------------------ | ------------------------------ | ------------------------------ | ------------------------------ | ------------------------------ | ------------------------------ | ------------------------------ | ------------------------------ | ------------------------------ |
| A                              | B                              | C                              | Č                              | Ć                              | D                              | DŽ                             | Đ                              | E                              | F                              | G                              | H                              | I                              | J                              | K                              |
| L                              | LJ                             | M                              | N                              | Nj                             | O                              | P                              | R                              | S                              | Š                              | T                              | U                              | V                              | Z                              | Ž                              |

- Погледај и Ф (ћириличко)
- Погледај и Брајева азбука
- Погледај и Морзеова абецеда
- Погледај и Поморске сигналне заставе